# Krapina
Krapina är en stad i norra Kroatien. Staden har 12 480 invånare (2011) varav 4 482 invånare bor i tätorten. Krapina ligger drygt 55 kilometer norr om Zagreb och är residensstad i Krapina-Zagorjes län. Staden är kanske mest känd för fyndplatsen av Krapinamänniskan och för att vara födelseorten för politikern och författaren Ljudevit Gaj.

## Bosättningar och invånare
Till staden Krapina räknas förutom tätorten även följande fristående bosättningar. Invånarantalet är från folkräkningen 2011.
- Bobovje, 510 invånare
- Doliće, 436 invånare
- Donja Šemnica, 912 invånare
- Gornja Pačetina, 404 invånare
- Krapina, 4 471 invånare
- Lazi Krapinski, 79 invånare
- Lepajci, 391 invånare
- Mihaljekov Jarek, 469 invånare
- Podgora Krapinska, 565 invånare
- Polje Krapinsko, 666 invånare
- Pretkovec, 66 invånare
- Pristava Krapinska, 214 invånare
- Strahinje, 328 invånare
- Straža Krapinska, 42 invånare
- Škarićevo, 707 invånare
- Šušelj Brijeg, 4 invånare
- Tkalci, 432 invånare
- Trški Vrh, 399 invånare
- Velika Ves, 727 invånare
- Vidovec Krapinski, 215 invånare
- Vidovec Petrovski, 101 invånare
- Zagora, 94 invånare
- Žutnica, 248 invånare

## Historia
År 1899 fann arkeologen och paleontologen Dragutin Gorjanović-Kramberger över 800 fossila lämningar efter neanderthalare (Homo sapiens neanderthalensis) på en kullen Hušnjak belägen strax utanför staden.

## Kommunikationer
Vid Krapina finns anslutningsväg till motorvägen A2 som i nordlig riktning leder mot Macelj vid den kroatisk-slovenska gränsen och i sydlig riktning mot huvudstaden Zagreb.